# SEVEN DAYS WAR MUSIC FROM THE ORIGINAL MOTION PICTURE SOUNDTRACK
SEVEN DAYS WAR MUSIC FROM THE ORIGINAL MOTION PICTURE SOUNDTRACK（セヴン・デイズ・ウォー・ミュージック・フロム・ジ・オリジナル・モーション・ピクチャー・サウンド・トラック）は、小室哲哉が1988年にリリースした、宮沢りえ主演の実写映画『ぼくらの七日間戦争』のサウンドトラック。オリコンチャート6位、11.3万枚の売上を記録した。

## 解説
- 歌詞カードに、宮沢りえたち生徒役の出演者が戦車に乗った写真のポスターが封入されている。
- 制作当時、小室はTM NETWORKの派生ユニットとして、ロンドンのヴォーカリストを複数起用する「TM international」を結成・世界デビューする企画を練っていたが、自らの無力さ・スタジオでの裏方作業の面白さを感じ、取りやめになった。「FUN FACTORY」はその企画の名残である[1][2][出典無効]。
- このアルバムの制作はシングル『SEVEN DAYS WAR』の後にロンドンで行われた。そのとき、宇都宮は英語が勉強したいという理由でニューヨークに行き、木根はラジオのため日本に帰国していた[3]。
- このアルバムでは打ち込み専門のエンジニアは起用せず、全て小室自身で行った[4]。
- 「FUN FACTORY」で女性ボーカルを起用したのは、彼のソロワークで初の試みである[4]。
- 映画音楽の制作は小室自身の念願であった[4]。「Keyboard Magazine」1987年12月号の小室へのインタビューによると、「最終的には一番やってみたいこと」、「ジョルジオ・モロダーやデイヴ・グルーシンの映画音楽も好き」と答えている[5]。
- 4月30日に小室は東京からロンドンへ旅立ち、ロンドンに着いてから1週間もしないうちにスタジオに入った。アルバム『CAROL 〜A DAY IN A GIRL'S LIFE 1991〜』の完成まで、小室はほとんどスタジオ通いで過ごし、観光名所に行く休みはなかったという[6]。
- 1988年6月はパリに行く前日のレコーディングが印象に残っていると小室はインタビューに答えている。そのとき、小室はSFX祭のテーマソングを作ったとき、シンクラヴィアに初めて触れた。小室以外は6人全員イギリス人、1つの部屋に24時間いて、一言も日本語が通じなかったという。エピック・ソニーのスタッフの大竹氏も「用事があるから」と出かけ、部屋中が機械だらけで、気持ち悪くなったと小室はインタビューに答えている[4]。
- 2019年12月4日に2019年リマスター音源・Blu-spec CD2仕様で再リリースされた[7][8]。

## 曲目
1. INCOMMUNICABLE
2. IN THE FACTORY
サックスやディストーションギター、ピアノをフィーチャーしたバンドアレンジ。他の「IN THE FACTORY」を題する曲とメロディーは共通するが、曲の長さはこのバージョンが一番長い。
廃棄物リサイクル処理センターでの工場見学、社会見学時のPR用ビデオ動画のバックグラウンド・ミュージックで、この楽曲が使用されることが多い。
3. DEATH FACTORY
4. IN THE FACTORY 1
「IN THE FACTORY」をピアノとアコースティックギターで演奏したバージョン。
5. GIRLFRIEND [Instrumental] (TM NETWORK)
  - 作曲：木根尚登／編曲：小室哲哉

「ORIGINAL SINGLE BACK TRACKS 1984-1999」収録のものとは別のバージョン。ボーカルのパートをピアノが担当し、エンディングのピアノはアドリブで演奏しており、ボーカルが入っているバージョンのバックトラックではない。このバージョンのピアノは小室が演奏している。
6. SCHOOL -overture-
7. FUN FACTORY (Louisa Richter)
  - 作詞：Louisa Richter／作曲・編曲：小室哲哉

前述のとおり、ボーカルが入っている曲。ブラスをフィーチャーしたアレンジとなっている。
8. FIRST MOVEMENT
9. IN THE FACTORY 2
「IN THE FACTORY」をピアノとストリングスで演奏したバージョン。
10. WAR TEACHERS
ゲートリバーブを効かせたドラムとディストーションギター、シンセリードをフィーチャーした曲。
11. GIRLFRIEND (TM NETWORK)
  - 作詞：小室みつ子／作曲：木根尚登／編曲：小室哲哉
  - ピアノとアコースティックギターは木根尚登の演奏である。因みにピアノ演奏はカリビアーナ・ハイ以来である。
12. WINNERS
「SCHOOL -overture-」のピアノソロから始まり、「SEVEN DAYS WAR」のピアノソロで終わる曲。
13. SEVEN DAYS WAR (TM NETWORK)
  - 作詞：小室みつ子／作曲・編曲：小室哲哉
14. IN THE FACTORY 3
「IN THE FACTORY」をピアノとスライドギターで演奏したバージョン。

## クレジット

### レコーディングメンバー
#5,#11,#13除く全曲
- 小室哲哉 : Keyboard,  Manipulating, Programming
- Clem Clempson : Guitars
- Nick Pentalow[9] : Saxphone
- Steve Sidelnky : Percussions
- Louisa Richter : Vocal（#7）

SEVEN DAYS WAR
- TM NETWORK : Performance, Background Vocals
- 宇都宮隆 : Lead Vocal
- 小室哲哉 : Keyboards
- 木根尚登 : Acoustic Guitar
- 迫田到 : Manipulating, Programming
- Clem Clempson : Electric Guitar
- David Palmer : Drums
- Ken's followers : Background Vocals

GIRLFRIEND
- TM NETWORK : Performance
- 宇都宮隆 : Lead Vocal
- 小室哲哉 : Keyboards
- 木根尚登 : Acoustic Guitar、Piano
- 迫田到 : Manipulating, Programming

### スタッフ
#5,#11,#13除く全曲
- Recorded & Mixed : Denny Bridges

SEVEN DAYS WAR & GIRLFRIEND
- Recorded & Mixed : 伊東俊郎
- Recorded : Mark Chambler
- Assisted : Daniel MacMillion

その他
- Mastering : 田中三一
- Executive Producer : 小坂洋二
- A&R : 山口三平
- Art Direction : 高橋伸明

## リリース履歴
| No. | 日付          | レーベル                      | 規格 | 規格品番    | 最高順位 | 備考                 |
| --- | ------------- | ----------------------------- | ---- | ----------- | -------- | -------------------- |
| 1   | 1988年8月5日  | EPIC/SONY RECORDS             | LP   | 28・3H-5038 | -        |                      |
| 2   | 1988年8月5日  | EPIC/SONY RECORDS             | CD   | 32・8H-5038 | 6位      |                      |
| 3   | 1991年9月5日  | Epic/Sony Records             | CD   | ESCB-1203   | -        |                      |
| 4   | 2019年12月4日 | GT music（Sony Music Direct） | CD   | MHCL-30627  | -        | 2019年リマスター音源 |